# Gilberto Monroig
Gilberto Monroig Jimenez (* 2. Juli 1930 in San Juan; † 3. Mai 1996 ebenda) war ein puerto-ricanischer Sänger.
Monroig wuchs mit puerto-ricanischer Musik und den Tangos Carlos Gardels auf. Vierzehnjährig wurde er Mitglied einer Band namens Conjunto Maravilla, später Sänger und Gitarrist einer Studentengruppe, die im King Club in San Juan auftrat. Von dort wechselte er zu einer Gruppe, die im China Doll Club in Santurce spielte.
Fünfzehnjährig wurde er Mitglied des Orchesters von William Manzano in Mayagüez, das im Rundfunk auftrat. Sechs Monate später erhielt er einen Vertrag als Sänger in Rafael Elviras Super Orquesta Tropicana. 1948 wurde er eingeladen, mit dem Orchester von Pete Rivera zur Eröffnung des Caribe Hilton Hotels aufzutreten.
Nach einigen Monaten am Caribe Hilton ging er nach New York und wurde Mitglied in Armando Castros Orchester. Er hatte daneben auch eigene Auftritte in New York, in der Dominikanischen Republik und auf Curaçao. 1951 schloss er sich José Curbelos Orchester an, wechselte jedoch bereits Monate später nach Nachfolger von Vincentico Valdés zu Tito Puentes Orchester, dem er zwei Jahre lang angehörte.
Der Reisen überdrüssig kehrte er 1955 nach Puerto Rico zurück, um eine Laufbahn als Solist zu verfolgen. Er nahm mehr als 40 Singles und 30 Alben – u. a. mit Kompositionen Pedro Flores’ und Rafael Hernández’ – auf und gewann zweimal Goldene Schallplatten: 1959 mit Moisés Zoaíns Egoismo und 1964 mit Héctor Urdanetas Simplemente una ilusión.